# 电子封装
电子封装是指设计和制造电子设备外壳的过程，涵盖了从单个半导体设备到大型计算机等完整系统的范围。在进行电子系统封装时，必须考虑防止机械损坏、冷却、射频噪声发射和静电放电等因素。 產品安全標準可能規定消費性產品的特定特徵，例如外殼溫度或外露金屬部件的接地。 小規模生產的原型和工業設備可以採用標準化的商用外殼，例如卡籠或預製盒。 大眾市場的消費性設備可能會採用高度專業化的包裝，以增加對消費者的吸引力。 電子封裝是機械工程領域的重要學科。

## 设计
电子封装可以按级别分类：
- 0级：芯片，保护裸露的半导体芯片免受污染和损坏。
- 1级：组件，例如半导体封装设计和其他分立组件的封装。
- 2级：线路板，例如印刷电路板。
- 3级：部件，一个或多个接线板和相关组件。
- 4级：模块，组件集成在整个外壳中。
- 5级：系统，一组出于某种目的而组合的模块。 [1]

相同的電子系統可以封裝為便攜式設備，也可以適合固定安裝在儀器架中或永久安裝。 航空航太、航海或軍事系統的封裝採用不同類型的設計標準。
電子封裝的設計和產品化涉及多個學科領域，包括動力學、應力分析、熱力和流體力學、化學、材料科學、製造工程等。 高可靠性設備通常需要經受跌落測試、鬆散貨物振動、固定貨物振動、極端溫度、濕度、浸水或噴水、雨水、陽光（紫外線、紅外線和可見光）、鹽霧、爆炸衝擊等多種考驗，這些 要求超出了電氣設計範圍並與電氣設計相互作用。
電子組件包括組件設備、電路卡組件（CCA）、連接器、電纜，以及可能未安裝在電路卡上的零件（如變壓器、電源、繼電器、開關等）。
許多電氣產品需要大量、低成本地製造零件，例如外殼或蓋子，透過注塑、壓鑄、熔模鑄造等技術。 這些產品的設計需要考慮生產方法，尺寸和公差以及工裝設計。 有些零件可以透過專門的工藝製造，例如金屬外殼的石膏鑄造和砂鑄。
在電子產品設計中，電子封裝工程師進行分析，以估計在最惡劣的環境條件下組件的最高溫度、結構諧振頻率、動態應力和變形等。 這些知識對於防止電子產品立即或過早故障非常重要。

## 设计注意事项
设计师在选择封装方法时必须平衡许多目标和实际考虑。
- 需要防范的危险：机械损坏、暴露于天气和污垢、电磁干扰等[2]
- 散热要求
- 模具资本成本和单位成本之间的权衡
- 首次交付时间和生产率之间的权衡
- 供应商的可用性和能力
- 用户界面设计和便利性
- 需要维护时易于接触内部零件
- 产品安全并符合监管标准
- 美观和其他营销考虑因素
- 使用寿命和可靠性

### 钣金
冲压成型金属板材是电子封装中最古老的一种类型。它具有很高的机械强度，可以为产品提供电磁屏蔽功能，并且可以轻松用于原型和小批量生产，而定制工具费用很少。

### 铸造金属
金属铸件有时带有垫片，用于包装在极端恶劣环境下的电子设备，比如重工业、船舶或深水作业。铝压铸件比铁或钢砂铸件更为常见。

### 机加工金属
电子封装有时是通过将固体金属块（通常是铝）加工成复杂的形状来制造的。它们在航空航天微波组件中相当常见，其中精密传输线需要复杂的金属形状，并与密封外壳相结合。数量往往较小；有时只需要一个定制设计单元。零件成本很高，但定制工具的成本很少或没有，而且首件交付只需半天时间。选择的工具是数控立式铣床，可自动将计算机辅助设计（computer-aided design，CAD）文件转换为刀具路径命令文件。

### 模压塑料
模制塑料外壳和结构零件可以通过多种方法制造，在零件成本、模具成本、机械和电气性能以及组装简易性方面进行权衡。例如注射成型、传递成型、真空成型和模切。 Pl可以进行后处理以提供导电表面。

### 灌封
灌封也称为“封装”，包括将零件或组件浸入液体树脂中，然后将其固化。另一种方法是将零件或组件放入模具中，将灌封料（环氧塑封料）倒入其中，固化后不移开模具，成为零件或组件的一部分。灌封可以在预成型灌封壳中进行，也可以直接在模具中进行。如今，它最广泛用于保护半导体元件免受潮湿和机械损坏，并用作将引线框架和芯片固定在一起的机械结构。在早期，它经常被用来阻止对作为印刷电路模块构建的专有产品进行逆向工程。它也常用于高压产品中，使带电部件放置得更近（由于灌封胶的高介电强度而消除电晕放电），从而使产品可以更小。这也排除了敏感区域的污垢和导电污染物（例如不纯水）。另一个用途是通过填充所有空隙来保护深潜物品（例如声纳换能器）免于在极端压力下崩溃。灌封可以是硬质的，也可以是软质的。当需要无空隙灌封时，通常的做法是在树脂仍为液体时将产品放入真空室中，保持真空几分钟，以将空气从内部空腔和树脂本身中抽出，然后释放真空。大气压力使空隙塌陷并迫使液态树脂进入所有内部空间。真空灌封最适合通过聚合而不是溶剂蒸发来固化的树脂。

### 孔隙密封或浸渍
孔隙密封或树脂浸渍与灌封类似，但不使用外壳或模具。将零件浸入可聚合单体或溶剂型低粘度塑料溶液中。流体上方的压力降低至完全真空。真空释放后，流体流入零件中。当部件从树脂浴中取出时，将其排干和/或清洁，然后固化。固化可以包括聚合内部树脂或蒸发溶剂，从而在不同电压组件之间留下绝缘介电材料。孔隙密封（树脂浸渍）填充所有内部空间，并且可能会或可能不会在表面上留下薄涂层，具体取决于洗涤/冲洗性能。真空浸渍孔隙密封的主要应用是提高变压器、螺线管、叠片或线圈以及一些高压元件的介电强度。它可以防止在紧密间隔的带电表面之间形成电离并引发故障。

### 液体灌装
液体填充有时用作灌封或浸渍的替代方法。它通常是一种介电流体，选择它是为了与现有的其他材料具有化学兼容性。这种方法主要用于大型电气设备，例如公用变压器，以提高击穿电压。它还可用于改善传热，特别是如果允许通过热交换器通过自然对流或强制对流进行循环。与灌封相比，液体填充物可以更容易地移除以进行修复。
保形涂层是通过多种方法涂覆的薄绝缘涂层。它为精密部件提供机械和化学保护。它广泛用于批量生产的产品，例如轴向引线电阻器，有时也用于印刷电路板。它可能非常经济，但要实现一致的工艺质量有些困难。

### 球顶封装

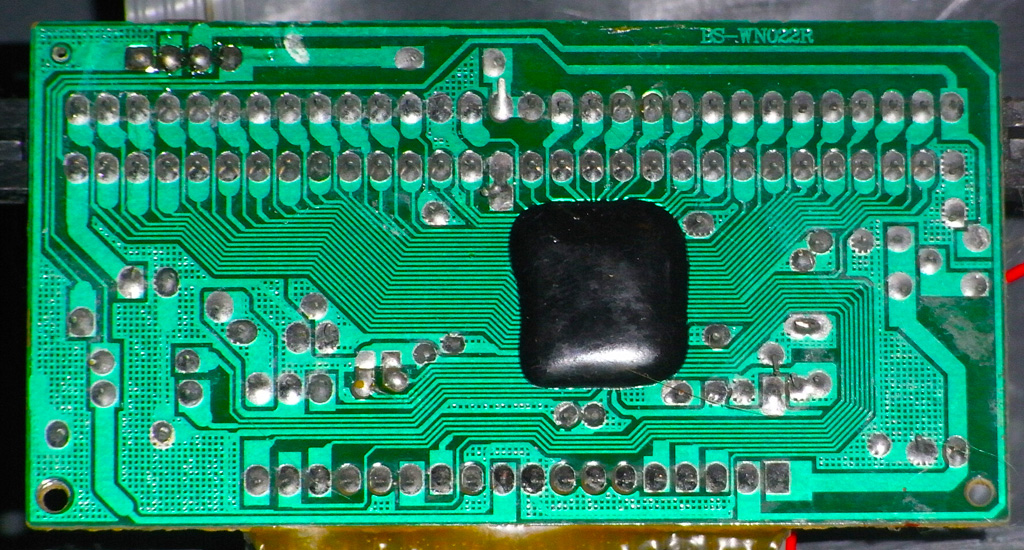
覆盖有深色环氧树脂的板上芯片（chip-on-board，COB）

球顶封装是COB封装工艺中的一种保护手段，也属于“敷形涂层”（conformal coating）的一种变体。该工艺通过在半导体芯片及其引线键合区域上覆盖一滴专门配制的环氧树脂或树脂材料，以提供机械支撑，并防止如指纹残留等污染物干扰电路的正常工作。球顶封装广泛应用于电子玩具和低端电子设备中。

### 板上芯片
表面贴装LED经常以板上芯片（COB）配置形式出售。这些器件中，各个二极管安装在一个阵列中。与单独安装的LED（甚至是表面贴装型）相比，它们能够在更小的整体封装中产生更大的光通量，并具有更强的散热能力。

### 密封金属/玻璃外壳
密封金属包装始于真空管行业，完全防漏的外壳对于操作至关重要。该行业开发了玻璃密封电气馈通，使用Kovar等合金来匹配密封玻璃的膨胀系数，以便在管升温时最大限度地减少关键金属-玻璃粘合处的机械应力。后来的一些管子使用金属外壳和馈通件，并且只有各个馈通件周围的绝缘材料使用玻璃。如今，玻璃密封封装主要用于航空航天领域的关键部件和组件，即使在温度、压力和湿度极端变化的情况下也必须防止泄漏。

### 气密陶瓷封装
对于某些产品来说，由嵌入在平坦陶瓷顶盖和底盖之间的玻璃糊层中的引线框架组成的封装比金属/玻璃封装更方便，但具有相同的性能。例如陶瓷双列直插式封装形式的集成电路芯片，或陶瓷基板上芯片组件的复杂混合组件。这种类型的封装也可以分为两种主要类型：多层陶瓷封装（如LTCC和HTCC）和压制陶瓷封装。

### 印刷电路组件
印刷电路主要是一种将组件连接在一起的技术，但它们也提供机械结构。在某些产品中，例如计算机配件板，它们就是现有的结构。这使它们成为电子封装领域的一部分。

## 可靠性评估
典型的可靠性鉴定包括以下类型的环境压力：
- 老化
- 温度循环
- 热冲击、表面辐射系数
- 可焊性、飞针测试
- 高压蒸煮
- 视力检查、AOI自动光学检测
- 气密性/防潮性
- 湿热测试
- 耐燃烧性、耐溶剂性
- 电流产生的温升、热耗，外部热源引起的温升

湿热试验在具有温度和湿度的室内进行。它是用于评估产品可靠性的环境压力测试。典型的湿热测试为85°C温度和85%相对湿度（简称 85°C/85%RH）。试验过程中，定期取出样品，测试其机械或电性能。一些与湿热试验相关的研究工作可以参见参考文献。 

## 相关
- 半导体封装
- 集成电路封装
- 封装（消歧义）
- 包装